# Acalolepta nivosa
Acalolepta nivosa là một loài bọ cánh cứng trong họ Cerambycidae.